# 杜克·拉根
杜克·拉根（英語：Duke Ragan，1997年9月18日—）是一名美国男子拳击运动员。他曾代表美国参加2020年夏季奥林匹克运动会拳击比赛，获得一枚银牌。他也曾参加2019年泛美运动会。